# گلنمارک
گلنمارک (انگلیسی: Glenmark) شرکت داروسازی هندی است، که در سال ۱۹۷۷ تأسیس شد.